# Enana del Can Mayor
La galaxia enana Can Mayor se encuentra en la constelación Canis Maior. La galaxia contiene un total de aproximadamente mil millones de estrellas, de las cuales un alto porcentaje son gigantes rojas.
La galaxia enana del Canis Major, clasificada como una galaxia irregular se considera la galaxia más cercana a la Vía Láctea, situada a unos 25 000 años luz de distancia de nuestro sistema solar y a 42 000 años luz desde el centro galáctico. Tiene una forma aproximadamente elíptica y se cree que contiene más estrellas que la Galaxia Enana Elíptica de Sagitario, la segunda galaxia más cercana.

## Descubrimiento
La galaxia fue descubierta en noviembre de 2003 por un equipo internacional de astrónomos franceses, italianos, británicos y australianos. Aunque está más cerca de la Tierra que del centro de la Vía Láctea, la galaxia enana Canis Mayor es difícil de detectar ya que se encuentra detrás del plano de la Vía Láctea, donde las concentraciones de estrellas, gas y polvo son más densas. Esto, junto con su pequeño tamaño, explica por qué no fue descubierta antes.
El equipo de astrónomos que la descubrió estaban colaborando en el análisis de los datos del proyecto Reconocimiento en dos micrómetros de todo el cielo (2MASS), un estudio completo del cielo en el espectro infrarrojo, que no está bloqueado por el gas y polvo que afecta a la luz visible. Debido a esta técnica, los científicos fueron capaces de detectar un gran exceso de densidad de estrellas gigantes de clase M en una parte del cielo ocupada por la constelación Canis Maior, junto con varias otras estructuras relacionadas con el compuesto de este tipo de estrellas, dos de los cuales formaban amplios y débiles arcos.

## Características
Los astrónomos creen que la galaxia enana Canis Mayor está destruyéndose por el campo gravitatorio ocasionado por la más masiva Vía Láctea. El cuerpo principal de la galaxia está extremamente degradado. Las mareas ocasionan un filamento de estrellas, que orbitan la Vía Láctea, y forma una compleja estructura anular, a veces denominada anillo de Monoceros, que rodea a nuestra galaxia unas tres veces. El filamento de estrellas fue descubierto a principios del siglo XXI por los astrónomos que llevan a cabo el Sloan Digital Sky Survey. Fue cuando se investigó este anillo estelar, así como una gran acumulación de cúmulos globulares similares a los asociados a la galaxia elíptica enana de Sagitario, cuando la galaxia enana Canis Mayor fue descubierta.
Los cúmulos globulares que se consideran asociados con la galaxia enana Canis Mayor son NGC 1851, NGC 1904, NGC 2298 y NGC 2808. NGC 1261 es otro cúmulo cercano, pero su velocidad es bastante diferente de la de los demás para que esté relacionado con el sistema. La galaxia enana Canis Mayor también puede tener asociado algún cúmulo abierto, incluyendo Dol 25 y H18, y posiblemente AM 2. Se cree que los cúmulos abiertos se formaron debido a la gravedad de la galaxia enana, que perturbó el material del disco galáctico y estimuló la formación de estrellas.
El descubrimiento de la galaxia enana Canis Mayor y el posterior análisis de las estrellas relacionadas ha proporcionado cierto apoyo a la actual teoría de que las galaxias pueden crecer en tamaño por tragar a sus vecinos más pequeños.
Un nuevo estudio de Yazan Momany utilizando los datos de 2MASS arroja dudas sobre la naturaleza de la galaxia enana. Los datos sugieren que el filamento de estrellas es en realidad parte del disco galáctico deformado. Esta conclusión, sin embargo, todavía está en tela de juicio y la verdadera naturaleza de la densidad en Canis Mayor sigue siendo desconocida.